# Carl Hudeczek
Carl Hudeczek (* 15. September 1889 in Josefov (Prag); † 23. Oktober 1971 in Wien) war ein österreichischer Botschafter, Volkswirtschaftler und Schriftsteller.

## Leben
Carl Hudeczek war der Sohn von Marie Kaufmann und Karl Hudeczek, Militäroberrechnungsrat. Er heiratete am 6. Juli 1935 Margarete verw. Lovrek.
Er trat in der ersten österreichischen Republik in den Auswärtigen Dienst.
Nach dem Anschluss Österreichs wurde er vom auswärtigen Dienst des Deutschen Reichs übernommen.
1940, 1942 und 1944 bewarb er sich erfolglos um die Aufnahme in die NSDAP.
Von 1951 bis 1955 war er Gesandter in Santiago de Chile und bei den Regierungen von Peru, Bolivien und Ecuador akkreditiert. 1953 wurde er zum Botschafter befördert. Er wurde am Hietzinger Friedhof bestattet.